# Neve kommun
Neve kommun (estniska: Nõva vald) är en kommun i landskapet Läänemaa (Wiek) i västra Estland, 60 km sydväst om huvudstaden Tallinn. Det är den nordligaste kommunen i Läänemaa, jämte Nuckö kommun dit nordliga ön Odensholm tillhör. Kommunens yta är 129,6 km² och den har 357 invånare (2010). Sjöarna Veskijärv och Hindaste järv ligger i kommunen, liksom centralorten Neve (estniska: Nõva) och byarna Strandbyn (Rannaküla), Hindaste, Nõmmemaa, Peraküla, Tusari, Vaisi och Variku.
Inlandsklimat råder i trakten. Årsmedeltemperaturen i trakten är 3 °C. Den varmaste månaden är juli, då medeltemperaturen är 18 °C, och den kallaste är januari, med −12 °C.

## Geografi

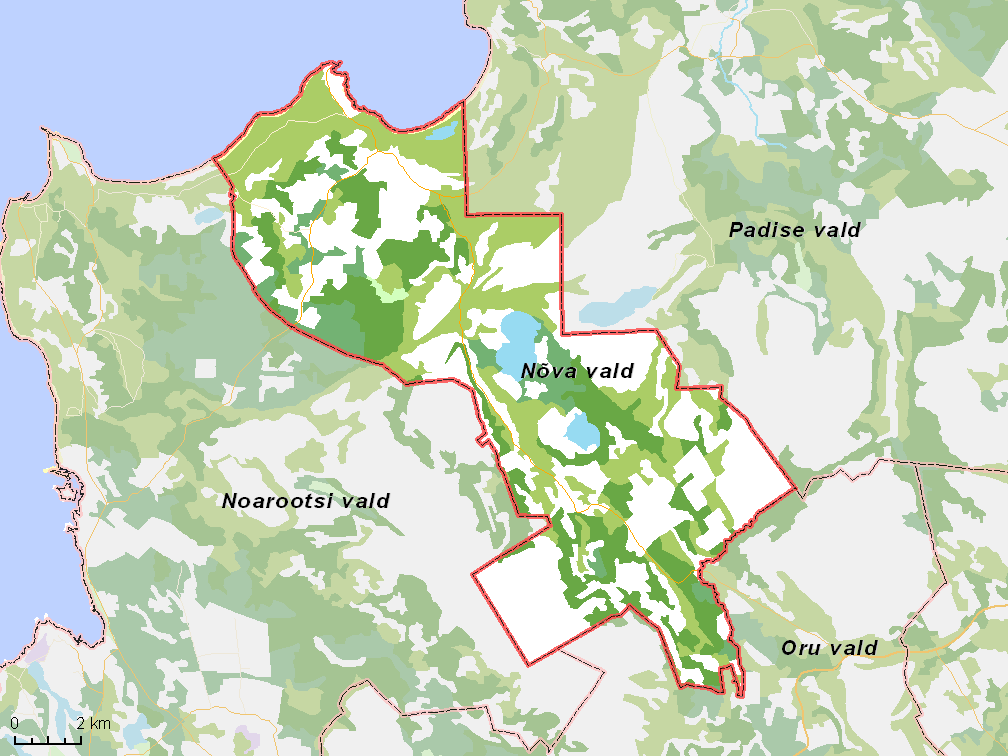
Kommunkarta.